# ذراع القبالي

تعديل مصدري - تعديل

ذراع القبالي هي إحدى قرى عزلة سباح بمديرية سباح التابعة لمحافظة أبين، بلغ تعداد سكانها 48 نسمة حسب تعداد اليمن لعام 2004.